# Magadha

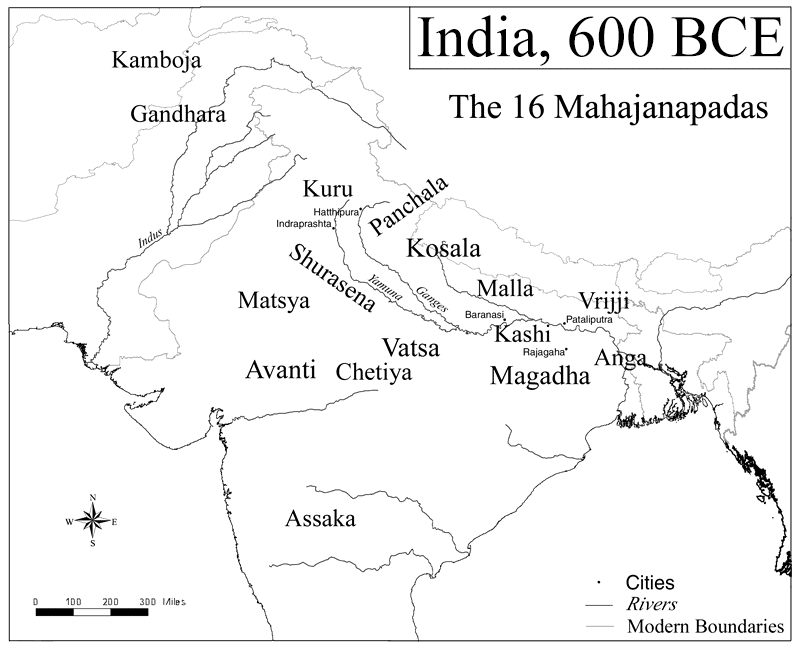
Magadha állam i.e. 600 körül, mielőtt területe kibővült.

Magadha (szanszkrit: मगध; Magadha) a tizenhat Mahádzsanapada (szanszkrit: "Nagy ország") illetve az ősi India egyik királysága volt. A királyság központja a Gangesztől délre, a mai Bihár állam területén volt. Legelső fővárosa Radzsagriha (ma Rádzsgír), majd Pátaliputra (ma Patna) volt. Radzsagrihát kezdetben 'Girivriddzsának' nevezték és csak Adzsatasatru uralkodása idején vette fel az új nevet. Magadha területe a Liccsavi és az Anga királyságok leigázása után kiterjedt Bihár és Bengália jelentős részére, majd Uttar Prades és Orisza területeire is. Az ősi Magadha királyság sűrűn szerepelt a dzsaina és a buddhista szövegekben. Szintén szerepel a hindu Rámájana, Mahábhárata és a Puránák szövegeiben. A védikus szövegek már az i.e. 600 előtt is említik Magadha államot törzsi királyságként.
A magadhai embereket legkorábban az Atharvavéda említi, ahol együtt szerepelnek az angákkal, gandháraiakkal és a mudzsavatokkal. Magadha fontos szerepet játszott a dzsainizmus és a buddhizmus fejlődésében és India két hatalmas birodalma, a Maurja Birodalom és a Gupta Birodalom is innen ered. Ezekben az ősi birodalmakban virágzott a tudomány, a matematika, az asztronómia, a vallás és a filozófia és ezt a korszakot nevezik az "indiai aranykornak". A Magadha királyságban voltak köztársasági közösségek mint például a Radzsakumara. A falvaknak saját gyűlésük volt és saját helyi vezetőik, akiket gramakának neveztek. Az államvezetés végrehajtói, törvényhozói és katonai autonómiával rendelkezett.